# (11268) Спасский
(11268) Спасский (лат. Spassky) — типичный астероид главного пояса, открыт 25 октября 1985 года советским астрономом Людмилой Журавлёвой в Крымской астрофизической обсерватории и 28 сентября 2004 года назван в честь учёного и инженера Игоря Спасского.

## Обнаружение и именование
(11268) Спасский
Открыт 25 октября 1985 года в Крымской астрофизической обсерватории Л. В. Журавлёвой.
Игорь Дмитриевич Спасский (р. 1926) — специалист по судостроению и большой авторитет в области создания ледостойких платформ для добычи нефти и газа и высокоскоростного железнодорожного транспорта. Почётный гражданин Санкт-Петербурга.
Оригинальный текст (англ.)11268 Spassky
Discovered 1985 Oct. 22 by L. V. Zhuravleva at the Crimean Astrophysical Observatory.
Igorʹ Dmitrievich Spassky (b. 1926) is a specialist on shipbuilding and a great authority on creation of ice-resistant oil-and-gas production platforms and high-speed railway transport. He is an honored citizen of Saint Petersburg.
Источники: 20040928/MPCPages.arc; M.P.C. 52767.

## Орбита

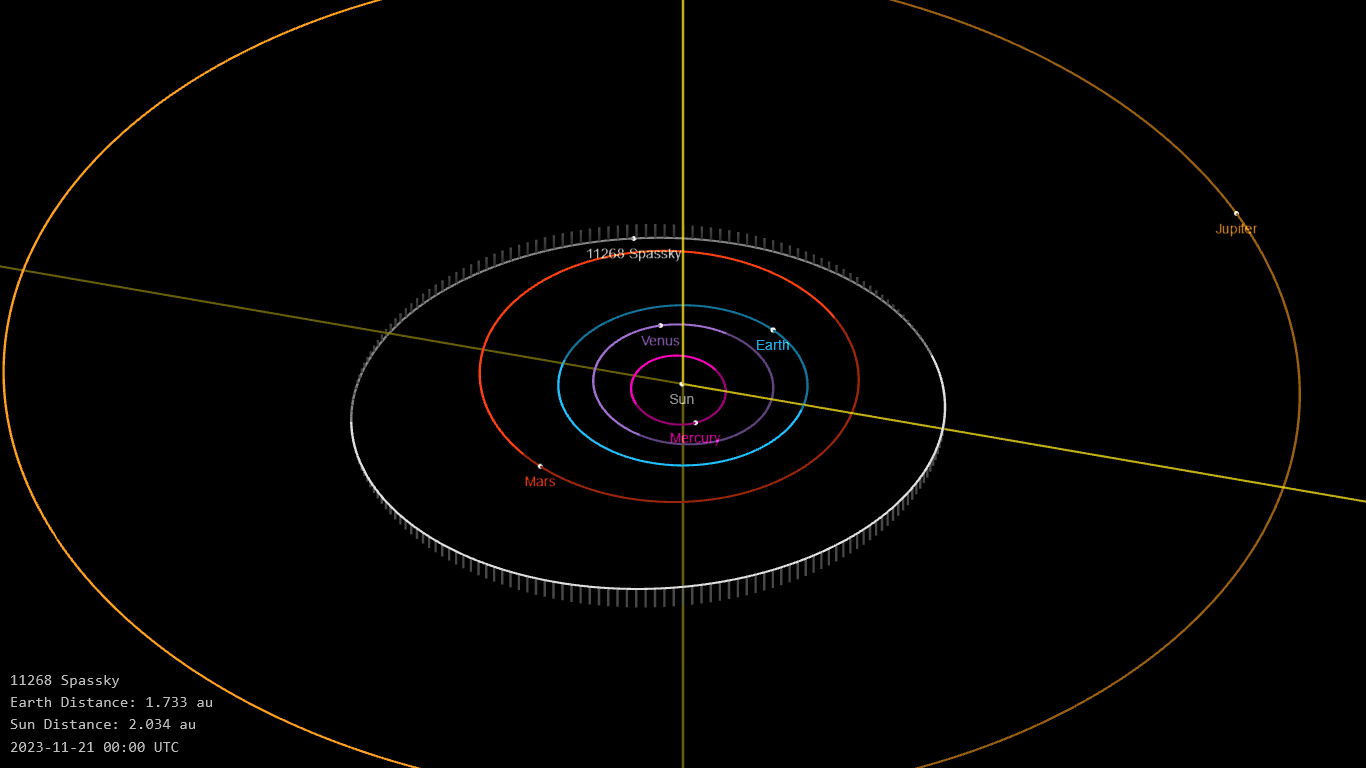
Орбита астероида Спасский и его положение в Солнечной системе

## Физические характеристики
Астероид относится к таксономическому классу S.
По результатам наблюдений системы телескопов панорамного обзора и быстрого реагирования Pan-STARRS и наблюдений системы последнего оповещения о столкновении астероида с Землёй системы телескопов ATLAS абсолютная звёздная величина астероида сначала оценивалась равной 13,79±0,24m, позже — 14,34±0,114m и 13,89±0,031m.